# Plafonds astronomiques dans l'Égypte antique
Les plafonds astronomiques ornent quelques tombeaux ainsi que quelques temples de l'Égypte antique. Ce type de représentation apparait au Nouvel Empire et perdure jusqu'à la Basse époque.
D'une qualité artistique exceptionnelle, ces plafonds sont d'un intérêt majeur pour la connaissance de l'astronomie égyptienne.
Les cartes du ciel dessinées sur le plafond de certaines tombes constituent ni plus ni moins « une sorte de carte routière qui doit permettre à Pharaon de trouver son chemin vers l'au-delà ».

## Plafonds du Nouvel Empire

### Tombeau deSéthiIer

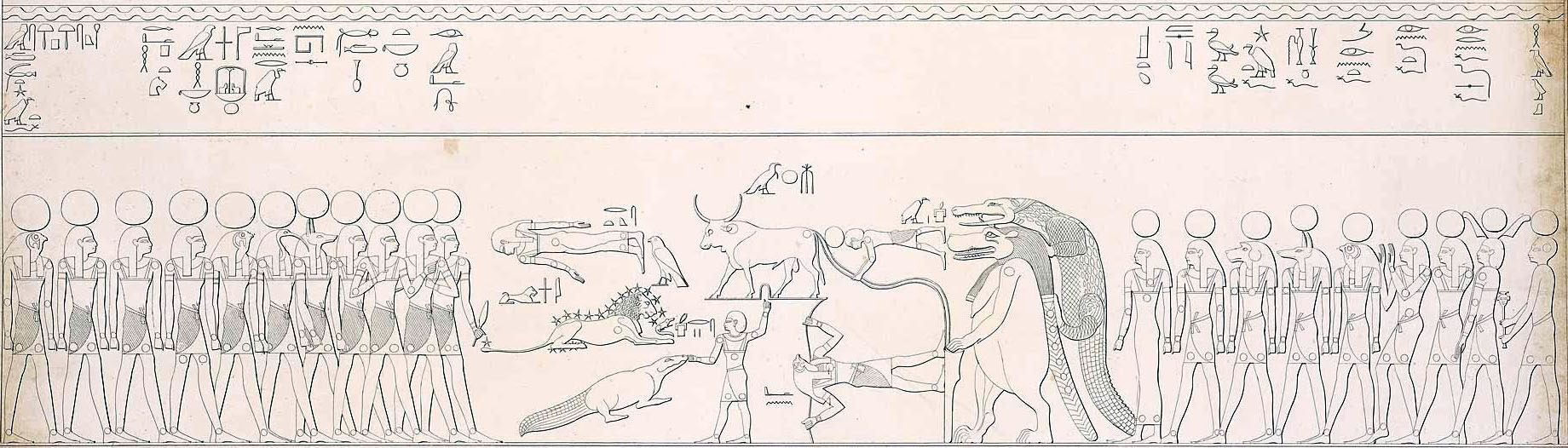
Plafond de Séthi Ier
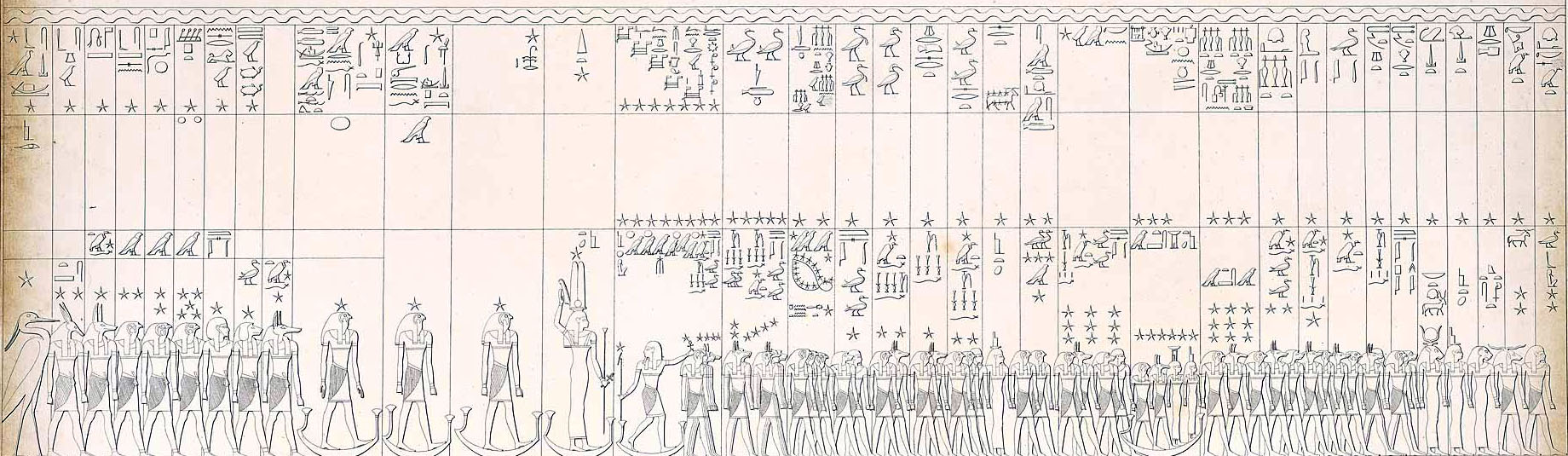
Plafond de Séthi Ier
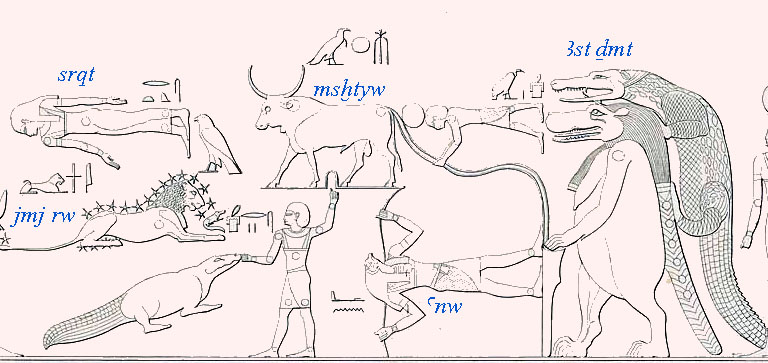
Détails des constellations septentrionales

### Ramesséum

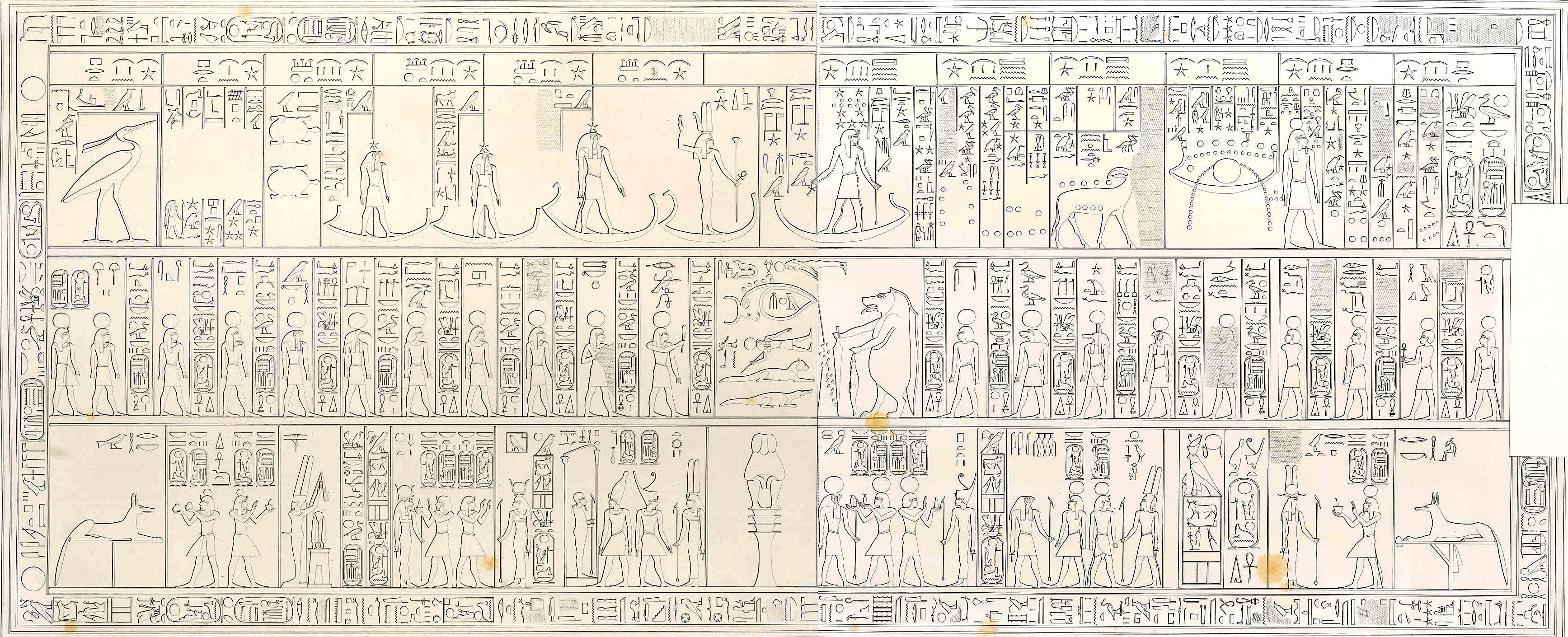
Plafond du Ramesséum

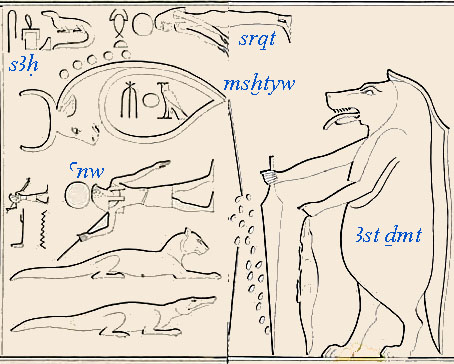
Détails des constellations septentrionales

### Tombeau de

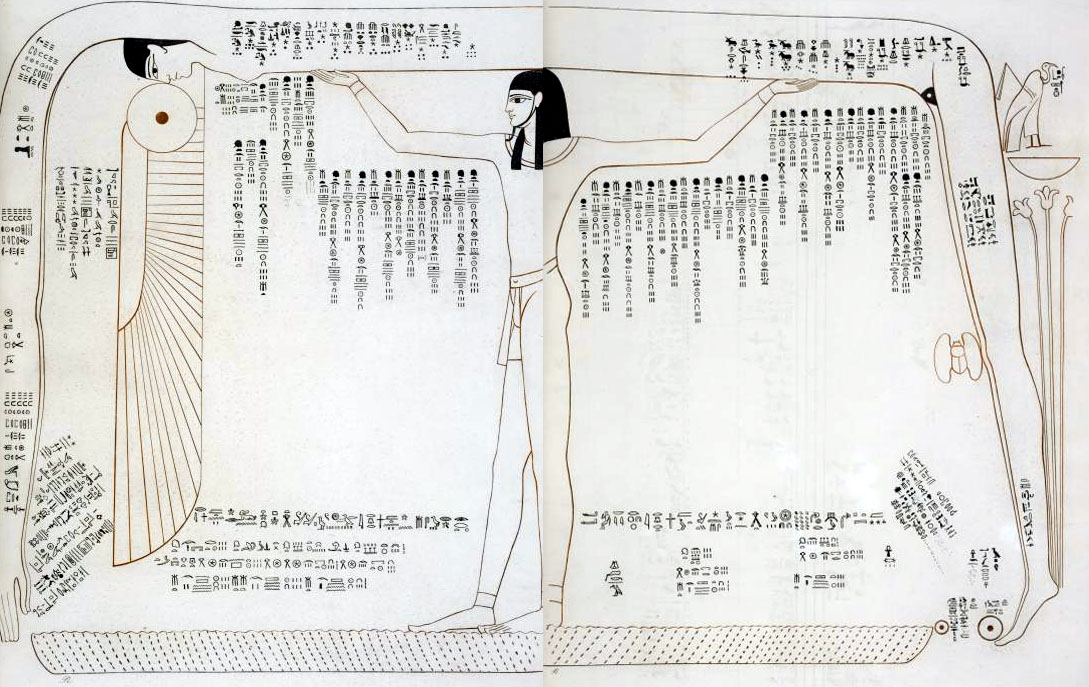
Plafond du tombeau de Ramsès IV

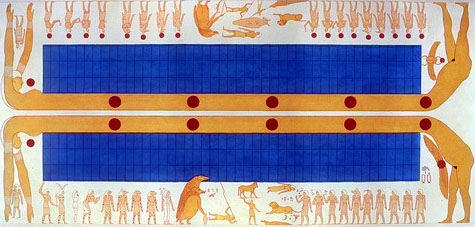
Plafond du tombeau de Ramsès VII

## Plafonds de la Basse époque
- Zodiaque de Dendérah, la seule représentation circulaire dans l'Égypte antique.